# Махмуд Фатхалла
Махмуд Фатхалла (араб. محمود فتح الله, нар. 13 лютого 1982, Дакахлія) — єгипетський футболіст, що грав на позиції центрального захисника, зокрема за «Замалек», а також національну збірну Єгипту, у складі якої — дворазовий володар Кубка африканських націй. 

## Клубна кар'єра
Народився 13 лютого 1982 року в губернаторстві Дакахлія. Вихованець футбольної школи клубу «Газль Аль-Мехалла». Дорослу футбольну кар'єру розпочав 2001 року в основній команді того ж клубу, в якій провів шість сезонів, взявши участь у 29 матчах чемпіонату. 
Своєю грою за цю команду привернув увагу представників тренерського штабу клубу «Замалек», до складу якого приєднався 2007 року. Відіграв за каїрську команду наступні сім сезонів своєї ігрової кар'єри. Більшість часу, проведеного у складі каїрського «Замалека», був основним гравцем захисту команди і тричі за ці роки здобував Кубок Єгипту.
Згодом з 2014 по 2018 рік грав у складі команд «Ель-Ґеїш», «Ель-Ентаґ Ель-Харбі», ліванський «Неджмех» та «Ель Мокаволун аль-Араб».
Завершував ігрову кар'єру в «Ногумі», за який виступав протягом 2018—2019 років.

## Виступи за збірну
2005 року дебютував в офіційних матчах у складі національної збірної Єгипту.
У складі збірної був учасником Кубка африканських націй 2008 року в Гані, здобувши того року титул континентального чемпіона. Згодом був включений до заявки збірної на Кубок конфедерацій 2009, де на поле не виходив. А наступного року знову став одним з основних захисників збірної Єгипту на Кубку африканських націй 2010 в Анголі, де вона захистила титул чемпіона Африки, а сам Фатхалла взяв участь в усіх іграх турніру крім фінальної, яку пропускав через перебір жовтих карток.
Загалом протягом кар'єри у національній команді, яка тривала 9 років, провів у її формі 54 матчі, забивши 2 голи.

## Кар'єра тренера
Розпочав тренерську кар'єру відразу ж по завершенні кар'єри гравця, 2019 року, увійшовши до тренерського штабу клубу «Пірамідс» як технічний асистент головного тренера.
| Дата       | Місто               | Господарі         | Результат  | Гості                            | Турнір                                      | Голи | Примітки |
| ---------- | ------------------- | ----------------- | ---------- | -------------------------------- | ------------------------------------------- | ---- | -------- |
| 14-03-2005 | Ед-Даммам           | Саудівська Аравія | 0 – 1      | Єгипет                           | товариський матч                            | -    |          |
| 22-08-2007 | Париж               | Кот-д'Івуар       | 0 – 0      | Єгипет                           | товариський матч                            | -    | 76'      |
| 13-10-2007 | Каїр                | Єгипет            | 1 – 0      | Ботсвана                         | Відбір до Кубка африканських націй 2008     | -    |          |
| 17-10-2007 | Осака               | Японія            | 4 – 1      | Єгипет                           | товариський матч                            | -    |          |
| 21-11-2007 | Порт-Саїд           | Єгипет            | 0 – 0      | Лівія                            | товариський матч                            | -    |          |
| 25-11-2007 | Каїр                | Єгипет            | 2 – 1      | Саудівська Аравія                | товариський матч                            | -    | 61'      |
| 05-01-2008 | Каїр                | Єгипет            | 3 – 0      | Намібія                          | товариський матч                            | -    |          |
| 10-01-2008 | Абу-Дабі            | Єгипет            | 1 – 0      | Малі                             | товариський матч                            | -    |          |
| 13-01-2008 | Алверка-ду-Рібатежу | Ангола            | 3 – 3      | Єгипет                           | товариський матч                            | -    |          |
| 22-01-2008 | Кумасі              | Єгипет            | 4 – 2      | Камерун                          | Кубок африканських націй 2008 - 1-й етап    | -    | 90'      |
| 26-01-2008 | Кумасі              | Єгипет            | 3 – 0      | Судан                            | Кубок африканських націй 2008 - 1-й етап    | -    | 18' 56'  |
| 04-02-2008 | Кумасі              | Єгипет            | 2 – 1      | Ангола                           | Кубок африканських націй 2008 - чвертьфінал | -    | 66'      |
| 07-02-2008 | Секонді-Такораді    | Кот-д'Івуар       | 1 – 4      | Єгипет                           | Кубок африканських націй 2008 - півфінал    | -    | 77'      |
| 01-06-2008 | Каїр                | Єгипет            | 2 – 1      | ДР Конго                         | Відбір до ЧС 2010                           | -    |          |
| 07-06-2008 | Джибуті             | Джибуті           | 0 – 4      | Єгипет                           | Відбір до ЧС 2010                           | -    |          |
| 14-06-2008 | Блантайр            | Малаві            | 1 – 0      | Єгипет                           | Відбір до ЧС 2010                           | -    |          |
| 22-06-2008 | Каїр                | Єгипет            | 2 – 0      | Малаві                           | Відбір до ЧС 2010                           | -    |          |
| 20-08-2008 | Хартум              | Судан             | 4 – 0      | Єгипет                           | товариський матч                            | -    |          |
| 07-09-2008 | Кіншаса             | ДР Конго          | 0 – 1      | Єгипет                           | Відбір до ЧС 2010                           | -    |          |
| 23-01-2009 | Каїр                | Єгипет            | 1 – 0      | Кенія                            | товариський матч                            | -    |          |
| 11-02-2009 | Каїр                | Єгипет            | 2 – 2      | Гана                             | товариський матч                            | -    | 75'      |
| 05-07-2009 | Каїр                | Єгипет            | 3 – 0      | Руанда                           | Відбір до ЧС 2010                           | -    |          |
| 12-08-2009 | Каїр                | Єгипет            | 3 – 3      | Гвінея                           | товариський матч                            | -    | 50'      |
| 29-12-2009 | Каїр                | Єгипет            | 1 – 1      | Малаві                           | товариський матч                            | -    | 68'      |
| 04-01-2010 | Дубай               | Єгипет            | 1 – 0      | Малі                             | товариський матч                            | -    |          |
| 12-01-2010 | Бенгела             | Єгипет            | 3 – 1      | Нігерія                          | Кубок африканських націй 2010 - 1-й етап    | -    |          |
| 16-01-2010 | Бенгела             | Єгипет            | 2 – 0      | Мозамбік                         | Кубок африканських націй 2010 - 1-й етап    | -    |          |
| 20-01-2010 | Бенгела             | Єгипет            | 2 – 0      | Бенін                            | Кубок африканських націй 2010 - 1-й етап    | -    | 56'      |
| 25-01-2010 | Бенгела             | Єгипет            | 3 – 1 д.ч. | Камерун                          | Кубок африканських націй 2010 - чвертьфінал | -    | 108'     |
| 28-01-2010 | Бенгела             | Алжир             | 0 – 4      | Єгипет                           | Кубок африканських націй 2010 - півфінал    | -    | 36' 59'  |
| 11-08-2010 | Каїр                | Єгипет            | 6 – 3      | ДР Конго                         | товариський матч                            | -    | 46'      |
| 05-09-2010 | Каїр                | Єгипет            | 1 – 1      | Сьєрра-Леоне                     | Відбір до Кубка африканських націй 2012     | 1    | 90+1'    |
| 10-10-2010 | Бангі               | Нігер             | 1 – 0      | Єгипет                           | Відбір до Кубка африканських націй 2012     | -    |          |
| 17-11-2010 | Каїр                | Єгипет            | 3 – 0      | Австралія                        | товариський матч                            | -    |          |
| 16-12-2010 | Доха                | Катар             | 2 – 1      | Єгипет                           | товариський матч                            | -    |          |
| 09-01-2011 | Каїр                | Єгипет            | 1 – 0      | Уганда                           | товариський матч                            | -    |          |
| 11-01-2011 | Ісмаїлія            | Єгипет            | 3 – 0      | Бурунді                          | товариський матч                            | -    | 37'      |
| 14-01-2011 | Каїр                | Єгипет            | 5 – 1      | Кенія                            | товариський матч                            | -    | 60'      |
| 17-01-2011 | Каїр                | Єгипет            | 3 – 1      | Уганда                           | товариський матч                            | -    |          |
| 26-03-2011 | Йоганнесбург        | ПАР               | 1 – 0      | Єгипет                           | Відбір до Кубка африканських націй 2012     | -    |          |
| 05-06-2011 | Каїр                | Єгипет            | 0 – 0      | ПАР                              | Відбір до Кубка африканських націй 2012     | -    | 79'      |
| 27-02-2012 | Доха                | Єгипет            | 5 – 0      | Кенія                            | товариський матч                            | -    |          |
| 29-02-2012 | Доха                | Єгипет            | 1 – 0      | Нігер                            | товариський матч                            | -    |          |
| 29-03-2012 | Омдурман            | Єгипет            | 2 – 1      | Уганда                           | товариський матч                            | -    |          |
| 12-04-2012 | Дубай               | Єгипет            | 3 – 2      | Нігерія                          | товариський матч                            | -    | 46'      |
| 17-04-2012 | Дубай               | Ірак              | 0 – 0      | Єгипет                           | товариський матч                            | -    |          |
| 20-05-2012 | Омдурман            | Єгипет            | 2 – 1      | Камерун                          | товариський матч                            | -    | 46'      |
| 22-05-2012 | Омдурман            | Єгипет            | 3 – 0      | Того                             | товариський матч                            | -    | 64'      |
| 01-06-2012 | Александрія         | Єгипет            | 2 – 0      | Мозамбік                         | Відбір до ЧС 2014                           | 1    |          |
| 10-06-2012 | Конакрі             | Гвінея            | 2 – 3      | Єгипет                           | Відбір до ЧС 2014                           | -    |          |
| 15-06-2012 | Александрія         | Єгипет            | 2 – 3      | Центральноафриканська Республіка | Відбір до Кубка африканських націй 2013     | -    | 37'      |
| 10-01-2013 | Абу-Дабі            | Гана              | 3 – 0      | Єгипет                           | товариський матч                            | -    |          |
| 04-06-2013 | Каїр                | Єгипет            | 1 – 1      | Ботсвана                         | товариський матч                            | -    | 46' 59'  |
| 09-06-2013 | Хараре              | Зімбабве          | 2 – 4      | Єгипет                           | Відбір до ЧС 2014                           | -    |          |
| Усього     |                     | Матчів            | 54         |                                  | Голів                                       | 2    |          |

## Титули і досягнення

### Командні
- Володар Кубка Єгипту (3):

«Замалек»: 2008, 2013, 2014
- Володар Кубка африканських націй (2):

2008, 2010